# Bolyphantes distichoides
Bolyphantes distichoides är en spindelart som beskrevs av Andrei V. Tanasevitch 2000. Bolyphantes distichoides ingår i släktet Bolyphantes och familjen täckvävarspindlar. Inga underarter finns listade.